# Đại học Tokyo
Đại học Tokyo (東京大学 (Đông Kinh Đại học) Tōkyō daigaku), viết tắt là Tōdai (東大 (Đông Đại)) hay UTokyo, là một trường đại học nghiên cứu công lập ở Bunkyo, Tokyo, Nhật Bản, được thành lập vào năm 1877. Đại học Tokyo là trường đại học lâu đời nhất, một trong những trường đại học nổi tiếng nhất của Nhật Bản.
Trường có mười phân khoa, 15 khoa nghiên cứu và tầm 30.000 sinh viên mà 2.100 là du học sinh. Khuôn viên trường nằm ở Hongo, Komaba, Kashiwa, Shirokane và Nakano. Đại học Tokyo nằm trong số trường đại học Nhật Bản hàng đầu có thêm kinh phí theo Dự án đại học toàn cầu của Bộ Giáo dục, Văn hóa, Thể thao, Khoa học và Công nghệ để cải thiện tính cạnh tranh giáo dục toàn cầu của Nhật Bản.
Tính đến năm 2018, trong số các cựu sinh viên, giáo sư, nhà nghiên cứu của Đại học Tokyo có 17 thủ tướng Nhật Bản, 16 người nhận được Giải Nobel, ba người nhận được Giải Pritzker, ba phi hành gia và một người nhận được Huy chương Fields.

## Lịch sử

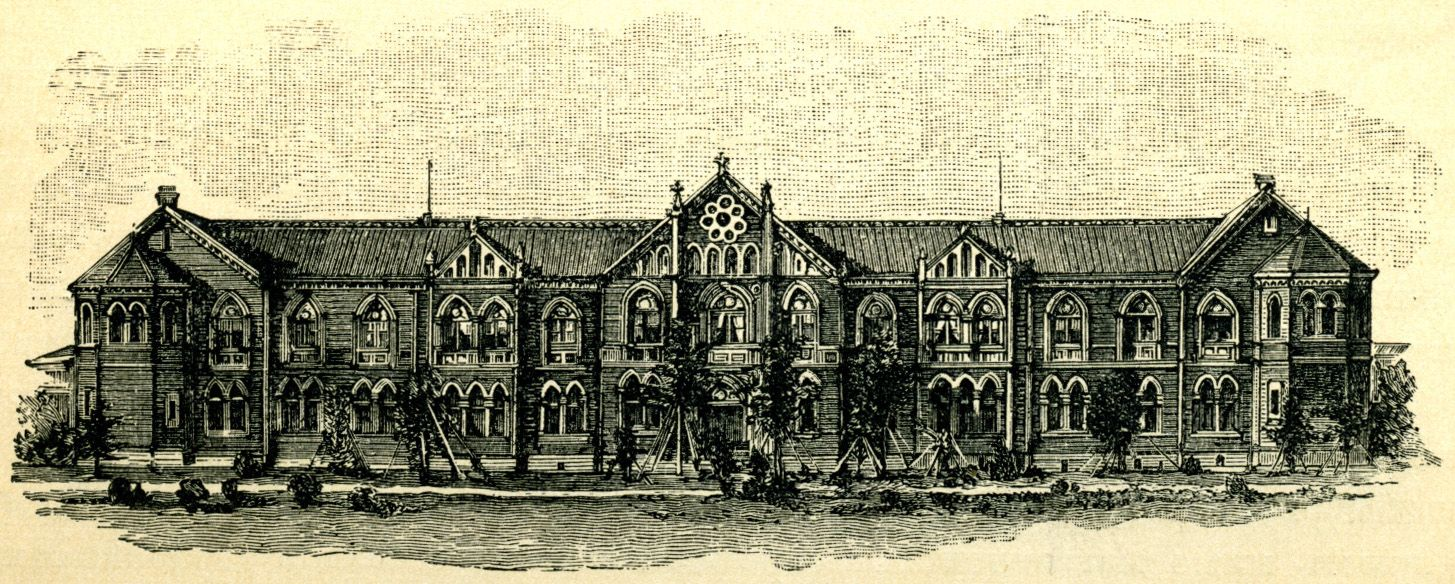
Tòa nhà Luật khoa năm 1902, trước khi bị Đại động đất Quan Đông năm 1923 phá hủy

Đại học Tokyo do chính phủ Minh Trị thành lập vào năm 1877 bằng cách hợp nhất những trường y, thiên văn học công lập, Lâm thị cùng học tập hiện đại. Năm 1886, trường đổi tên thành Đại học Đế quốc (帝國大學 Teikoku daigaku). Năm 1897, trường đổi tên thành Đại học Đế quốc Tokyo (東京帝國大學 Tōkyō teikoku daigaku) khi hệ thống đại học đế quốc được thành lập. Tháng 9 năm 1923, một trận động đất và hỏa hoạn theo sau thiêu hủy tầm 700.000 cuốn sách của Thư viện Đại học Đế quốc, bao gồm Văn khố Hoshino (星野文庫 Hoshino bunko) là bộ sưu tập có khoảng 10.000 cuốn từng thuộc về Tinh Dã Hằng trước khi về tay thư viện, chủ yếu về triết học, lịch sử Trung Quốc.
Sau khi Nhật Bản đại bại trong Chiến tranh thế giới thứ hai, trường lấy lại tên gốc vào năm 1947. Khi hệ thống đại học mới được quy định vào năm 1949 thì trường sáp nhập Học hiệu cao đẳng thứ nhất (Khuôn viên Komaba bây giờ) và Học hiệu cao đẳng Tokyo, từ đấy đảm nhiệm giảng dạy sinh viên năm nhất, năm hai, trong khi tập thể giáo sư ở khuôn viên chính Hongo phụ trách sinh viên năm ba, năm tư.
Tuy được thành lập trong thời kỳ Minh Trị nhưng Đại học Tokyo bắt nguồn từ Thiên văn phương (天文方) năm 1684, Sở học vấn Xương Bình Phản (昌平坂学問所) năm 1797 và Ngự dụng hòa giải phiền thư (蕃書和解御用) năm 1811, là các cơ quan chính phủ do Mạc phủ Tokugawa (徳川幕府) thành lập (1603-1867), có vai trò quan trọng trong việc nhập khẩu và phiên dịch sách vở châu Âu.
Cúc Trì Đại Lộc là nhân vật quan trọng trong giáo dục Nhật Bản, làm hiệu trưởng đầu tiên của Đại học Đế quốc Tokyo.
Trong Thế vận hội mùa hè năm 1964, trường tổ chức phần chạy của sự kiện năm môn phối hợp hiện đại.
Ngày 20 tháng 1 năm 2012, Đại học Tokyo công bố học kỳ sẽ bắt đầu vào tháng 9 thay vì tháng 4 cho phù hợp với tiêu chuẩn quốc tế, sẽ được tiến hành theo từng giai đoạn trong vòng 5 năm. Tuy nhiên, trường phải bỏ kế hoạch vì bị chỉ trích mạnh.
Theo The Japan Times, Đại học Tokyo có 1.282 giáo sư vào tháng 2 năm 2012, 58 là phụ nữ.

Lần đầu tiên vào mùa thu năm 2012, Đại học Tōkyō mở hai khóa trình dạy hoàn toàn bằng tiếng Anh cho sinh viên quốc tế, Khóa trình tiếng Anh ở Komaba: Khóa trình quốc tế về Nhật Bản ở Đông Á và Khóa trình quốc tế về Khoa học môi trường. Năm 2014, Học viện khoa học ở Tōdai giới thiệu khóa trình chuyển toàn Anh ngữ tên là Khóa trình khoa học toàn cầu.

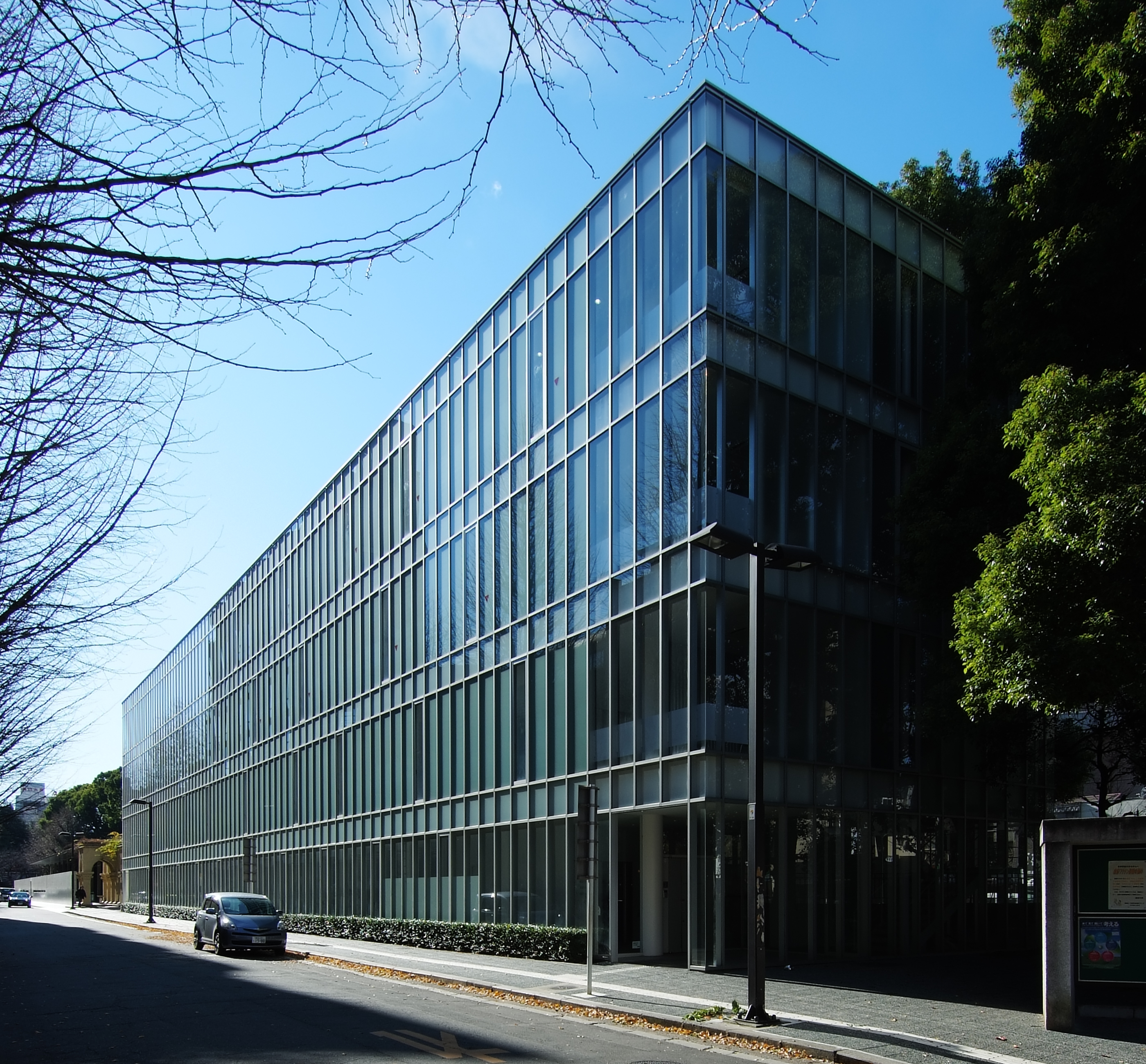
Tòa nhà Trường luật Đại học Tōkyō
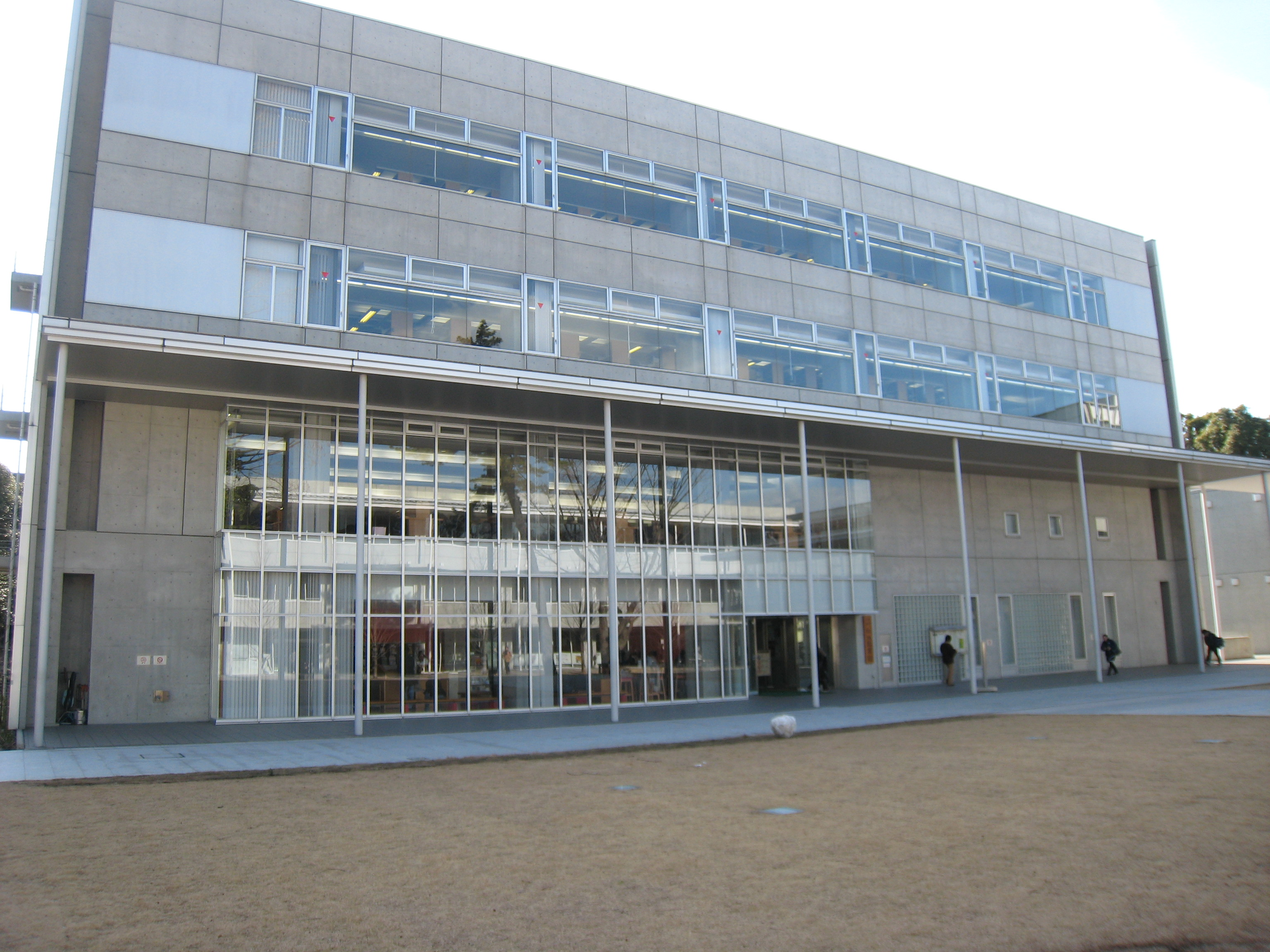
Thư viện Komaba
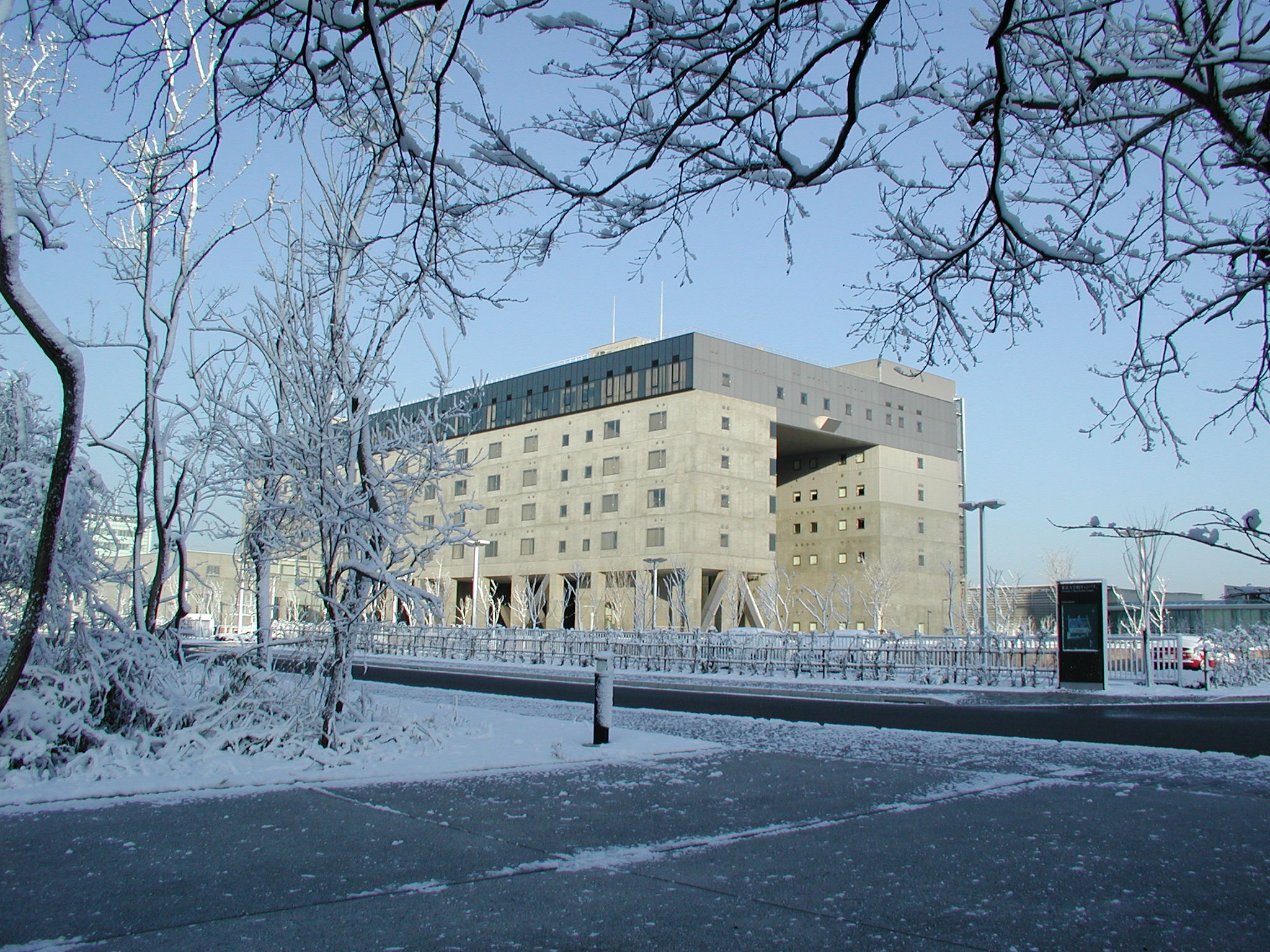
Tòa nhà chính của Viện nghiên cứu Vật lý thể rắn Đại học Tōkyō
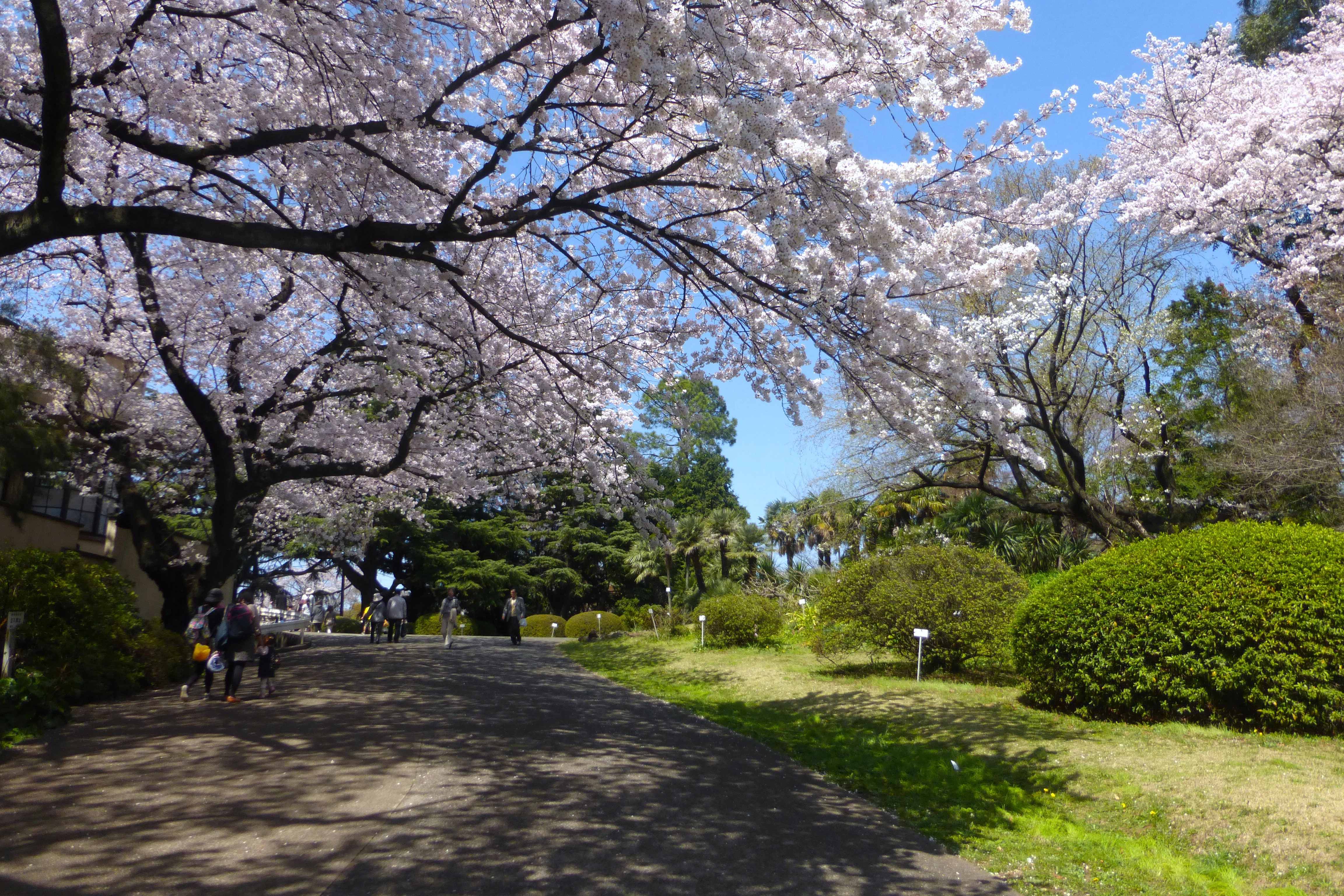
Thảo cầm viên Koishikawa
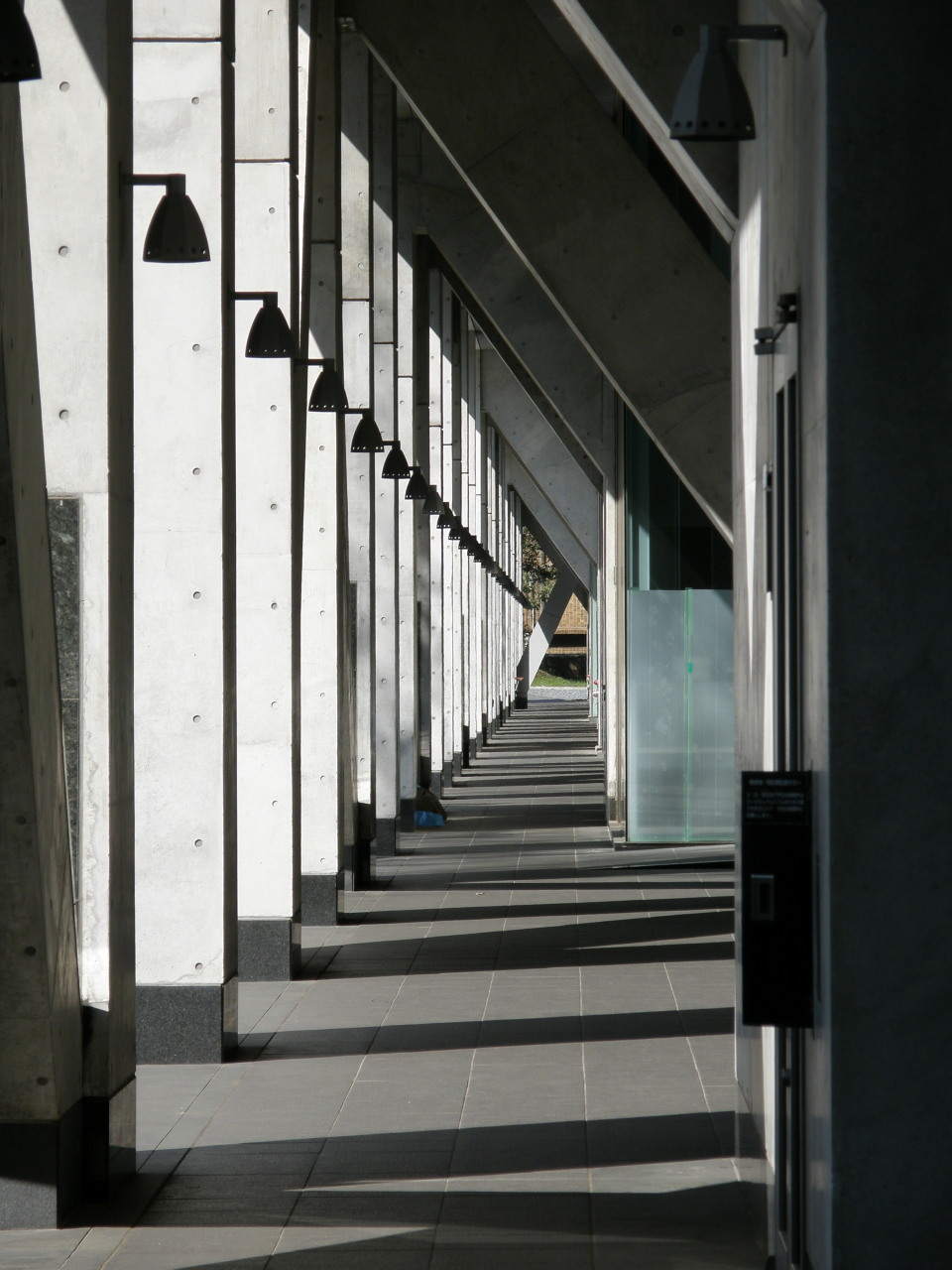
Khuôn viên nghiên cứu Komaba

## Học thuật
Đại học Tōkyō  tổ chức thành 10 phân khoa và 15 khoa nghiên cứu.
- Phân khoa Nông nghiệp
- Phân khoa Văn hóa tổng hợp
- Phân khoa Kinh tế học
- Phân khoa Giáo dục học
- Phân khoa Kỹ thuật
- Phân khoa Pháp luật
- Phân khoa Văn học
- Phân khoa Y học
- Phân khoa Dược học
- Phân khoa Lý học
- Khoa nghiên cứu Nông nghiệp và Khoa học đời sống
- Khoa nghiên cứu Văn hóa tổng hợp
- Khoa nghiên cứu Kinh tế học
- Khoa nghiên cứu Giáo dục học
- Khoa nghiên cứu Kỹ thuật
- Khoa nghiên cứu Khoa học sáng thành tân lĩnh vực
- Khoa nghiên cứu Nhân văn và Xã hội học
- Khoa nghiên cứu Khoa học thông tin và Công nghệ
- Khoa nghiên cứu Thông tin học liên ngành
- Khoa nghiên cứu Pháp luật và Chính trị học
- Khoa nghiên cứu Khoa học toán học
- Khoa nghiên cứu Y học
- Khoa nghiên cứu Dược học
- Khoa nghiên cứu Chính sách công cộng
- Khoa nghiên cứu Lý học

### Khóa trình Nghiên cứu
Khoa nghiên cứu Pháp luật Tōdai được xem là một trong các trường luật hàng đầu Nhật Bản, đứng đầu số ứng viên trong Bài kiểm tra luật sư Nhật Bản năm 2009 cùng 2010. Eduniversal xếp hạng các trường kinh doanh Nhật, Phân khoa Kinh tế học Tōdai có hạng bốn ở Nhật Bản (111 trong thế giới).

### Nghiên cứu
Đại học Tōkyō được xem là một cơ sở nghiên cứu hàng đầu Nhật Bản, nhận được số tiền tài trợ quốc cấp lớn nhất cho cơ sở nghiên cứu là Tài trợ cho Nghiên cứu khoa học, 40% hơn đại học có tài trợ lớn thứ hai và 90% hơn đại học có tài trợ lớn thứ ba. Số tiền đầu tư tài chính từ chính phủ Nhật ảnh hưởng trực tiếp kết quả nghiên cứu của Tōdai; theo Thomson Reuters, Tōdai là trường nghiên cứu tốt nhất Nhật Bản, đặc biệt với Vật lý (thứ nhất ở Nhật, thứ hai trong thế giới), Sinh học & Hóa sinh (thứ nhất ở Nhật, thứ ba trong thế giới), Dược lý & Độc học (thứ nhất ở Nhật, thứ năm trong thế giới), Khoa học vật liệu (thứ ba ở Nhật, thứ 19 trong thế giới), Hóa học (thứ hai ở Nhật, thứ năm trong thế giới) và Miễn dịch học (thứ hai ở Nhật, thứ 20 trong thế giới).
Trong bảng xếp hạng khác, tờ Nhật kinh vào ngày 16 tháng 2 năm 2004 khảo sát về tiêu chuẩn nghiên cứu trong lĩnh vực kỹ thuật dựa trên Thomson Reuters, Tài trợ cho Nghiên cứu khoa học và các câu hỏi cho chủ tịch của 93 trung tâm nghiên cứu Nhật Bản hàng đầu, Tōdai đứng thứ tư (thứ ba về khả năng kế hoạch nghiên cứu, thứ mười về độ hữu ích của kết quả nghiên cứu, thứ ba về khả năng hợp tác doanh nghiêp-học thuật). Weekly Diamond cũng báo Tōdai có tiêu chuẩn nghiên cứu cao thứ ba Nhật Bản về mặt kinh phí nghiên cứu với mỗi nhà nghiên cứu trong Chương trình COE. Cùng bài, trường có hạng thứ 21 về chất lượng giáo dục theo phí GP mỗi sinh viên.
Tōdai cũng được công nhận vì nghiên cứu về lĩnh vực khoa học xã hội và nhân văn. Tháng 1 năm 2011, Repec xếp khoa kinh tế học Tōdai làm trường nghiên cứu kinh tế tốt nhất ở Nhật Bản, cũng là trường duy nhất trong 100 hàng đầu thế giới. Tōdai có chín hội trưởng của Hiệp hội kinh tế Nhật Bản, số lượng lớn nhất. Tân văn Triêu nhật tổng hợp số lượng bài học thuật trong các tạp chí pháp luật lớn ở Nhật Bản theo đại học, Tōdai đứng đầu trong thời kỳ 2005-2009.

#### Viện nghiên cứu
- Viện nghiên cứu Y học
- Viện nghiên cứu Địa chấn
- Viện nghiên cứu Văn hóa phương đông
- Viện nghiên cứu Khoa học xã hội
- Viện nghiên cứu Khoa học công nghiệp
- Viện nghiên cứu Sử học
- Viện nghiên cứu Sinh học phân tử và tế bào
- Viện nghiên cứu Tia vũ trụ
- Viện nghiên cứu Vật lý chất rắn
- Viện nghiên cứu Khí quyển và Đại dương
- Trung tâm nghiên cứu Khoa học tiên tiến và Công nghệ

Khoa nghiên cứu lý học cùng Viện nghiên cứu địa chấn của trường đều có chân trong Ủy ban Dự đoán địa chấn điều phối quốc gia.

### Xếp hạng và danh tiếng
Đại học Tokyo được xét là trường đại học chọn lọc và nổi tiếng nhất ở Nhật Bản, một trong những trường tốt nhất trong thế giới.
Theo Bảng xếp hạng nhãn hiệu đại học Nhật Bản do Nikkei BP xuất bản mỗi năm, gồm các dấu hiệu về uy quyền của nhãn, Tōdai đứng thứ hai năm 2009-2010 ở Vùng thủ đô. Từ năm 2006-2010, trường đứng thứ nhất trong bảng xếp hạng "Đại học thật sự mạnh mẽ" của Đông dương Kinh tế, trong bảng khác là đại học tốt nhất ở Nhật theo Trường hà hợp dự bị.
Tōdai đứng thứ hai trong thế giới, sau Đại học Harvard theo Mines ParisTech: Bảng xếp hạng Đại học thế giới chuyên nghiệp (2011) đếm số lượng cựu sinh viên giữ chức tổng giám đốc điều hành trong các công ty Fortune Global 500.
- Tōdai đứng thứ nhất ở châu Á, 20 trong thế giới năm 2012 theo Bảng xếp hạng Đại học thế giới Học thuật
- Theo Bảng xếp hạng Đại học thế giới Times Higher Education, trường đứng thứ 27 trong thế giới năm 2013,[40] thứ nhất trong các Đại học châu Á,[41] năm 2015 là cơ sở thứ 23 trong thế giới,[42] thứ 12 vào năm 2016.
- Bảng xếp hạng Đại học thế giới QS[43] năm 2011 cho Tōdai hạng thứ 25 trong thế giới (năm 2010 Times Higher Education và QS tách nhau để lập bảng xếp hạng riêng). Năm 2011 khi có dùng phương pháp khác, Đại học Tōkyō đứng thứ tư ở châu Á,[44] hiện tại giữ hạng thứ chín về Khoa học tự nhiên và thứ 11 về Kỹ thuật, hai ngành mạnh theo truyền thống.[45][46]
- Năm 2019, Đại học Tōkyō đứng thứ 24 trong các đại học thế giới theo Bảng xếp hạng cơ quan SCImago.[47]
- Năm 2016, trường đứng thứ 12 trong thế giới và thứ nhất ở châu Á theo Bảng xếp hạng Đại học thế giới Times Higher Education.
- Bảng xếp hạng Đại học toàn cầu cho trường hạng thứ 3 trong thế giới, thứ nhất ở châu Á.[48]
- Tạp chí Nhân nguyên & Lao động là chỉ số kiêm phân tích cạnh tranh nhân lực do Chasecareer Network xuất bản xếp trường thứ 21 quốc tế và thứ nhất ở châu Á năm 2010.[49]
- Chỉ số Tự nhiên xếp Tōdai thứ sáu năm 2015, thứ tám năm 2017 trong Bảng hàng năm đo số người đóng góp bài lớn nhất cho 82 tạp chí nổi bật.[50][51][52]
- Tháng 11 năm 2018, Expertscape công nhận trường là thứ chín trong thế giới vì chuyên môn về ung thư tuyến tụy.[53]
- Đại học Tōkyō đứng thứ 26 trong các đại học tốt nhất trong thế giới, thứ nhất ở châu Á năm 2019 theo Bảng xếp hạng 500 Đại học thế giới hàng đầu do tạp chí CEOWORLD xuất bản.[54]

Cựu sinh viên Tōdai đặc biệt thành công trong các ngành nghề Nhật Bản, theo bảng xếp hạng năm 2010 của Weekly Economist thì có suất lấy việc cao thứ 12 trong 400 công ty lớn ở Nhật Bản. Thứ hạng thấp là vì nhiều cựu sinh viên đi làm công chức chính phủ, gấp đôi số cựu sinh viên từ bất kỳ đại học nào khác. Thật ra thì cựu sinh viên Tōdai có mức lương trung bình cao nhất ở Nhật Bản theo PRESIDENT.

## Bất bình đẳng nam nữ
Các số liệu nhập học từ Đại học Tokyo cho thấy 5.267 trong 24.674 sinh viên nội trụ là nữ, tỷ lệ bình đẳng hơn trong các sinh viên quốc tế, có 1.465 nữ sinh trong 3.735 sinh viên. Sự bất bình đẳng nam nữ tỏ rõ hơn trong giới giáo sư, chỉ 7,8% là phụ nữ.
Trong đời sống sinh viên, vài câu lạc bộ không nhận nữ sinh viên, mặc dù trường không tán thành hành vi đó. Trong hơn 30 câu lạc bộ quần vợt ở Tōdai, chỉ hai chấp nhận phụ nữ.

## Khuôn viên

### Khuôn viên Hongo
Khuôn viên Hongo chính gồm tài sản cũ của Họ Tiền Điền, là các lãnh chúa phong kiến thời Giang Hộ của Gia Hạ Quốc. Xích Môn, một trong các cấu trúc địa biểu nổi tiếng của trường, là di tích từ thời đại này. Biểu tượng của trường là lá Bạch quả từ các cây xung quanh khu vực. Khuôn viên Hongo cũng tổ chức Lễ hội tháng Năm hàng năm của trường.

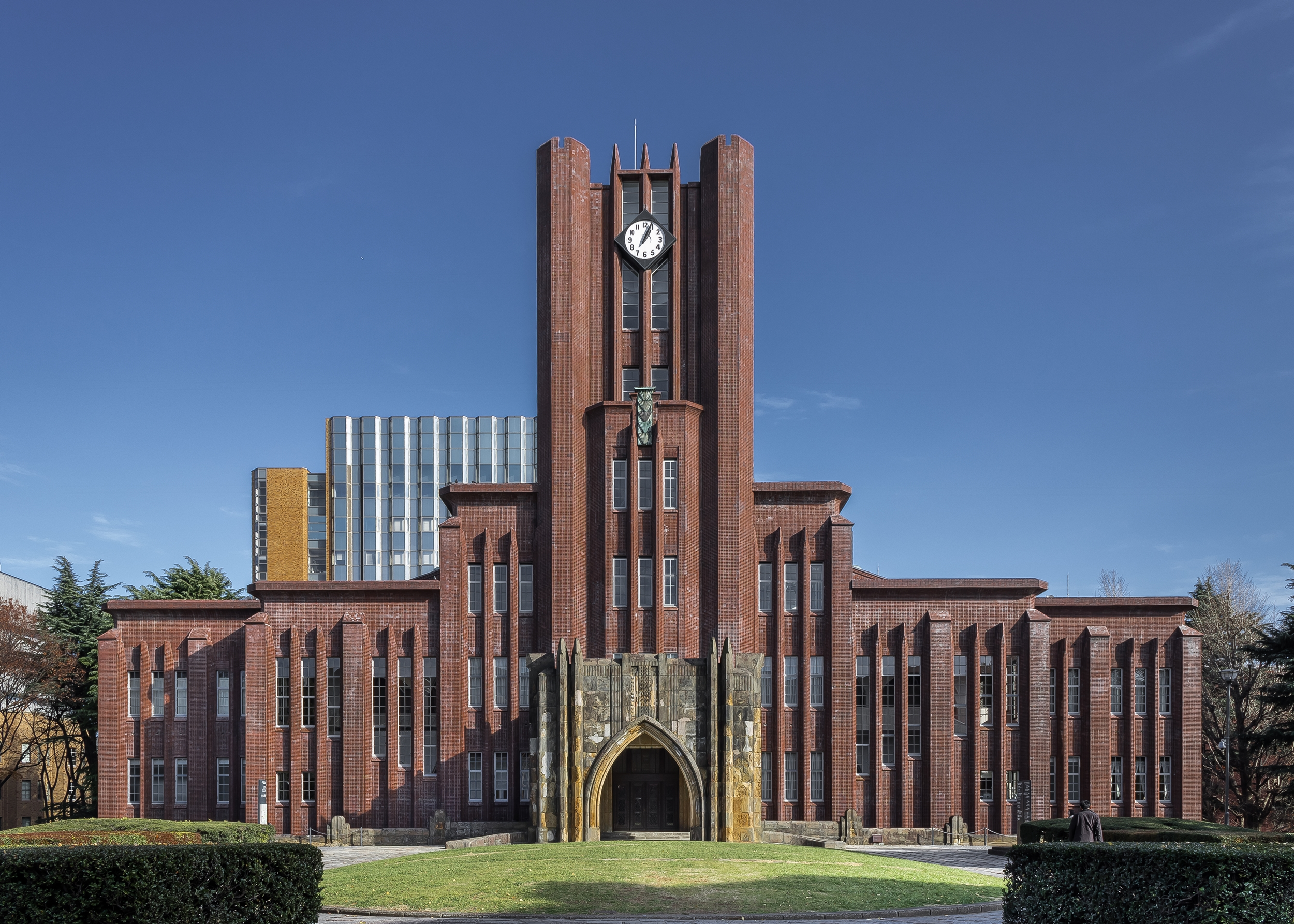
Khán đường Yasuda
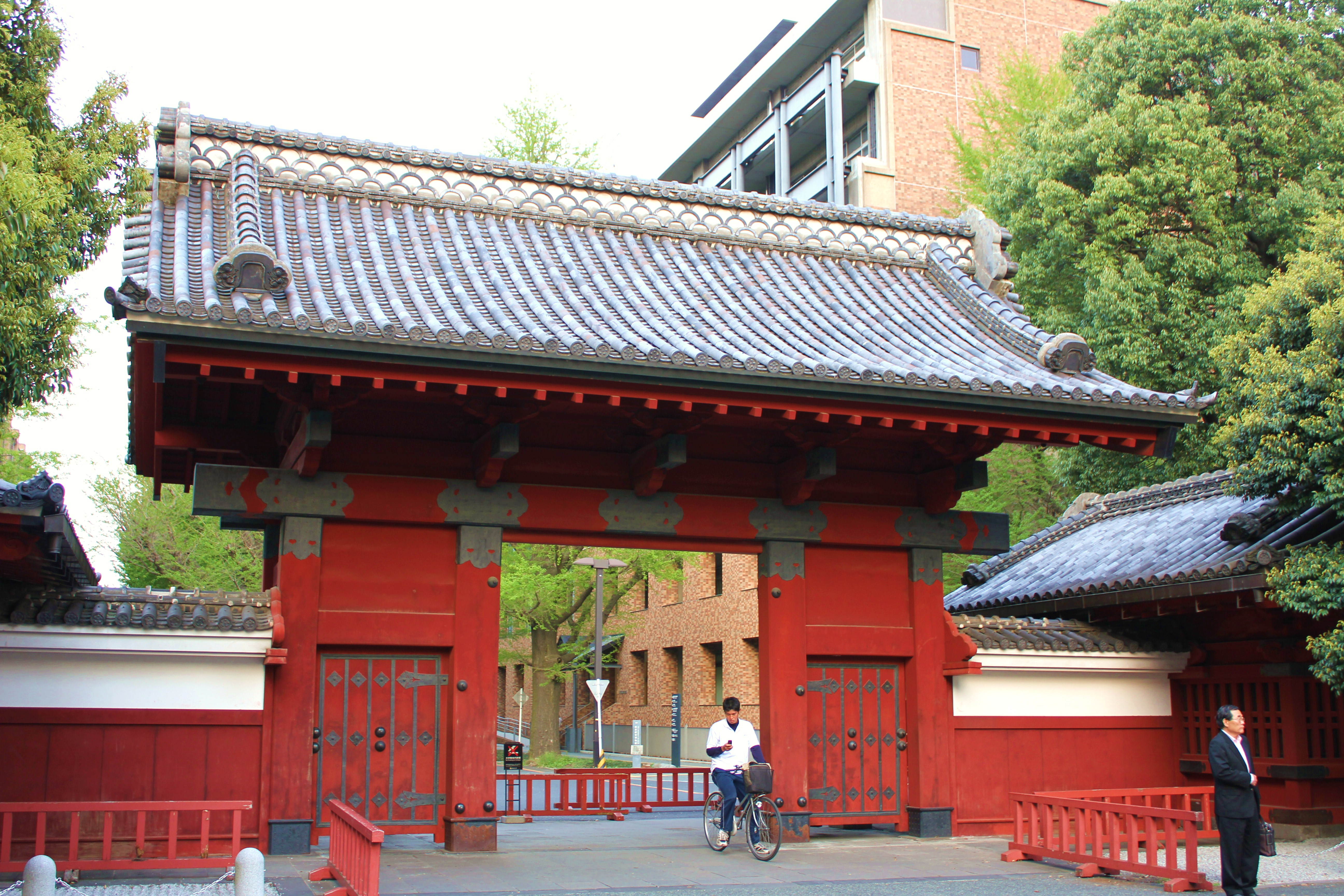
Xích Môn (Cổng Đỏ)
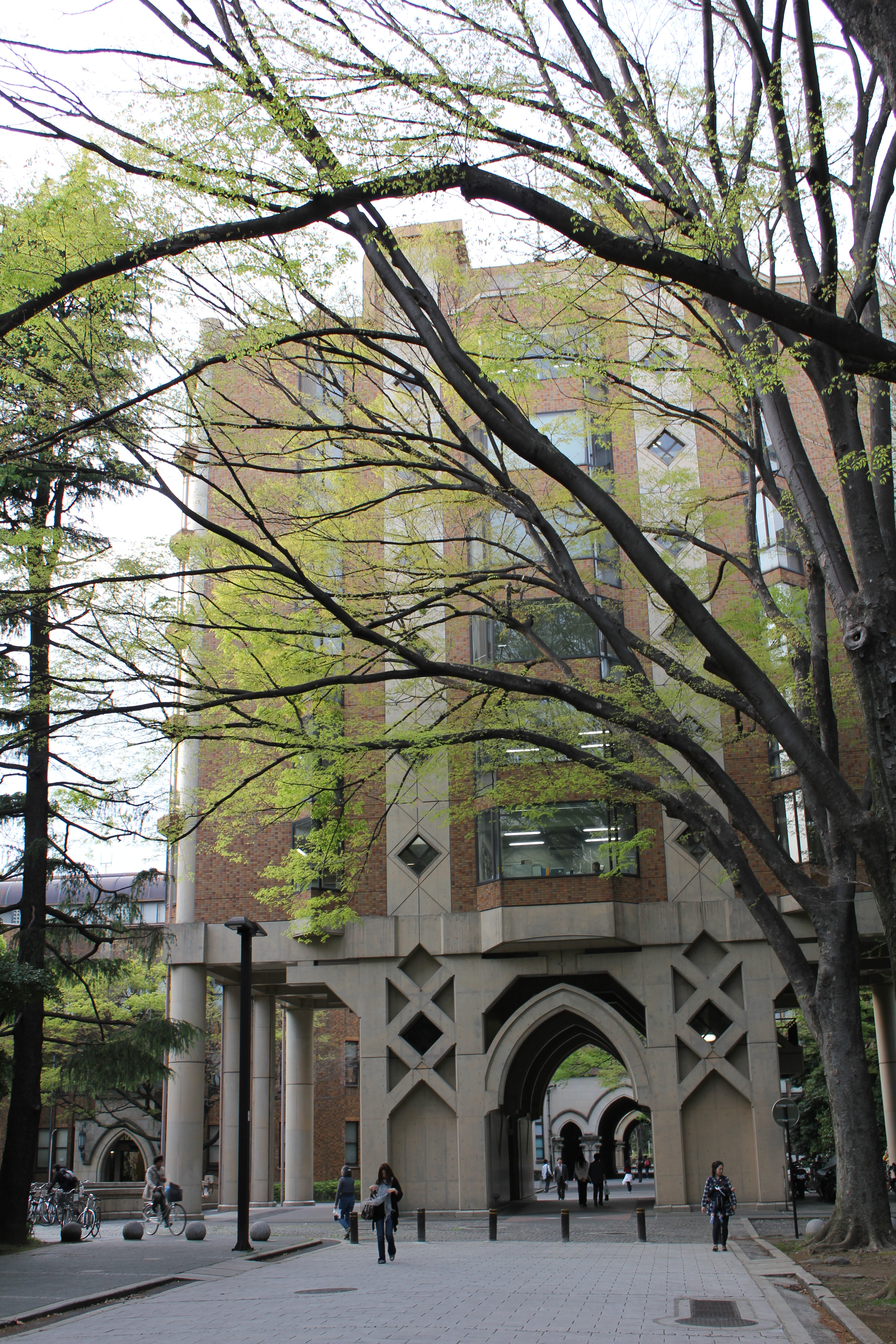
Thư viện văn học
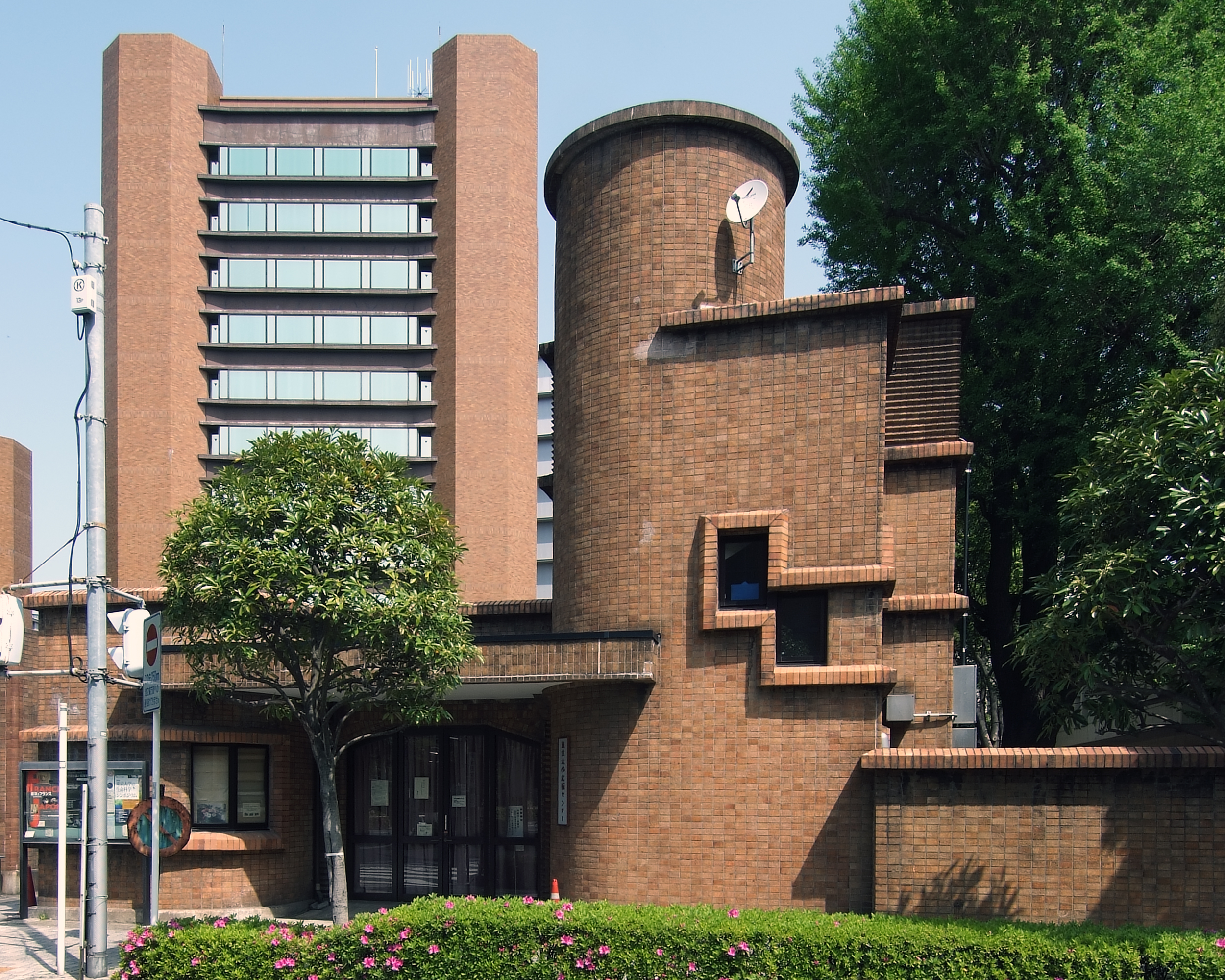
Trung tâm Thông tin
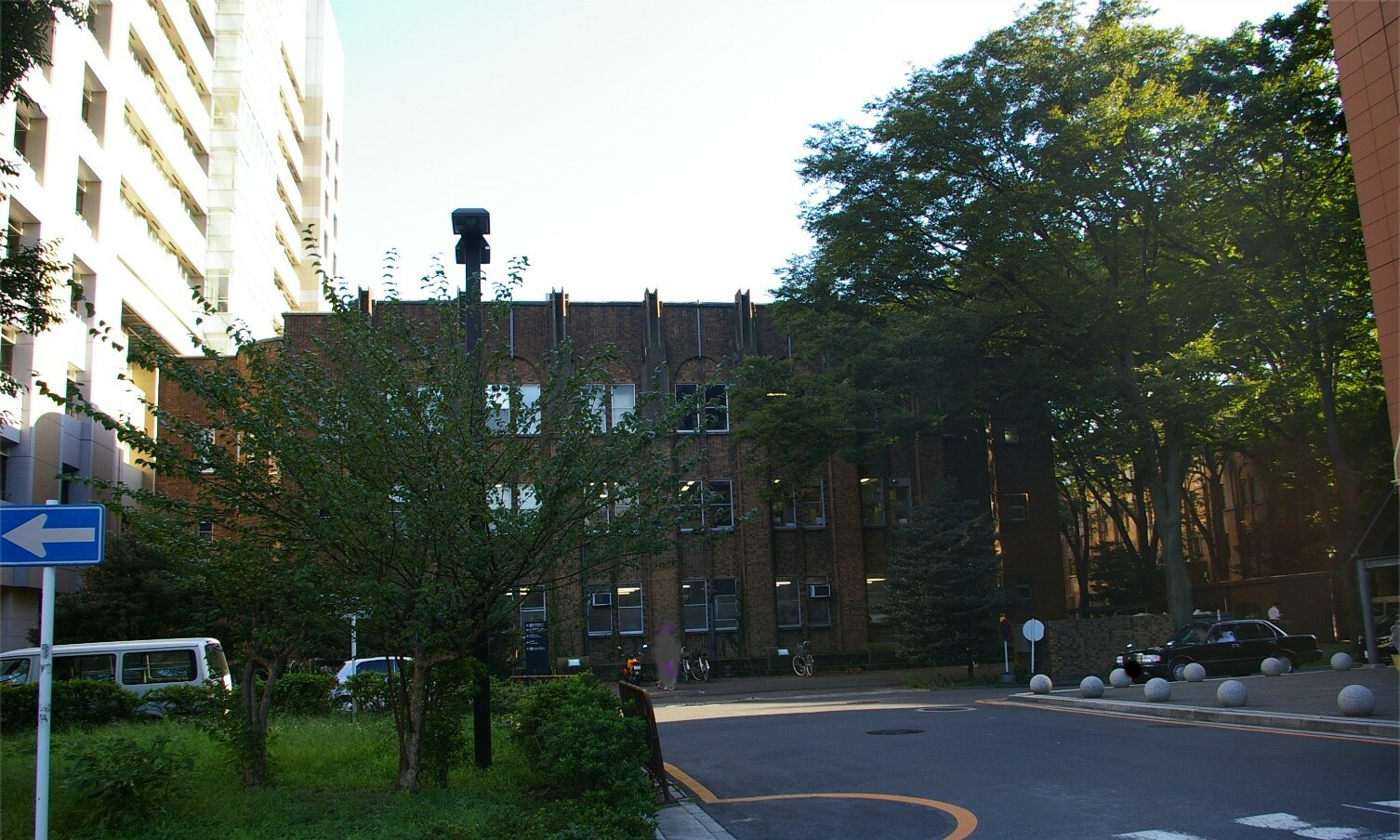
Tòa nhà Y học thứ nhất
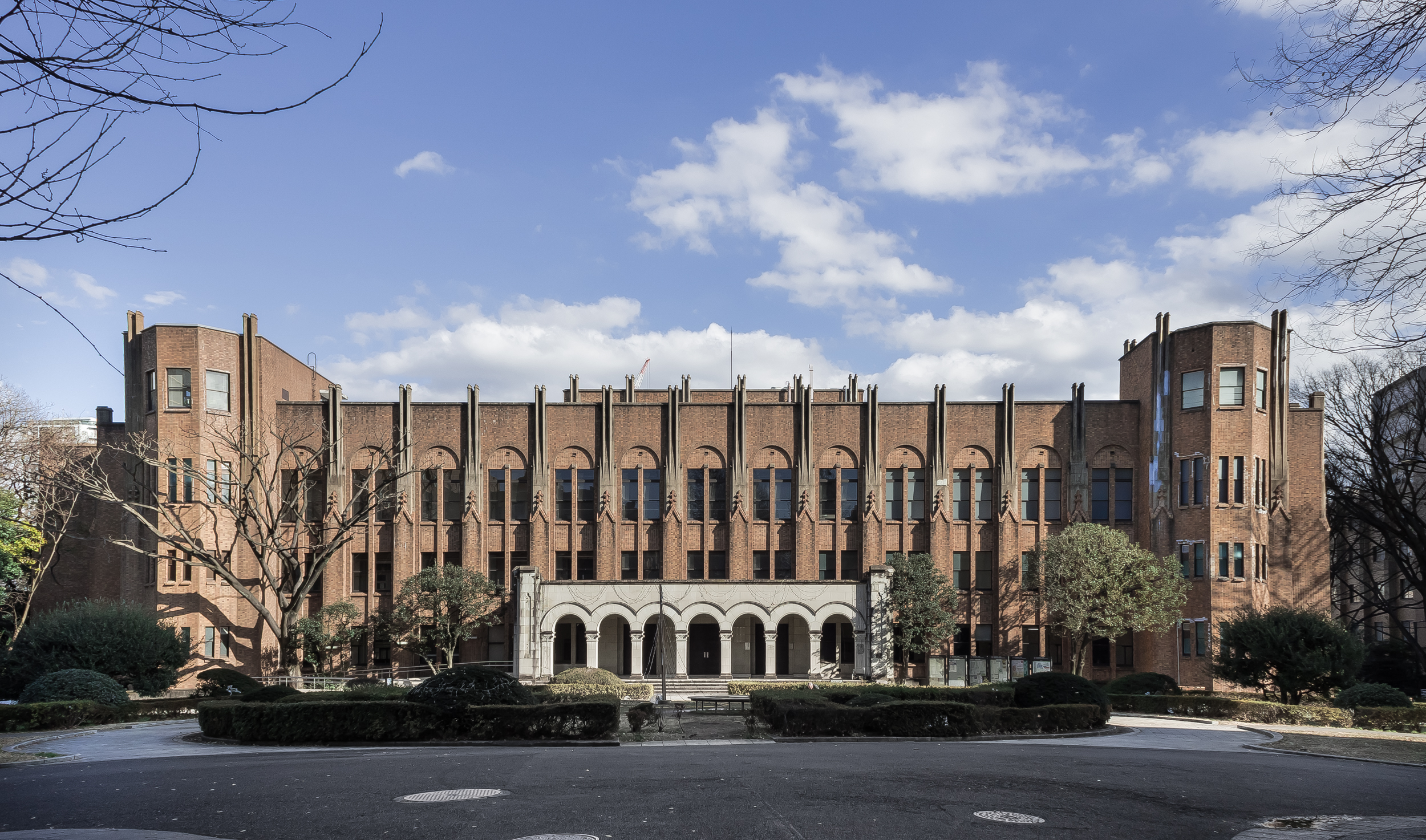
Tòa nhà Y học thứ hai
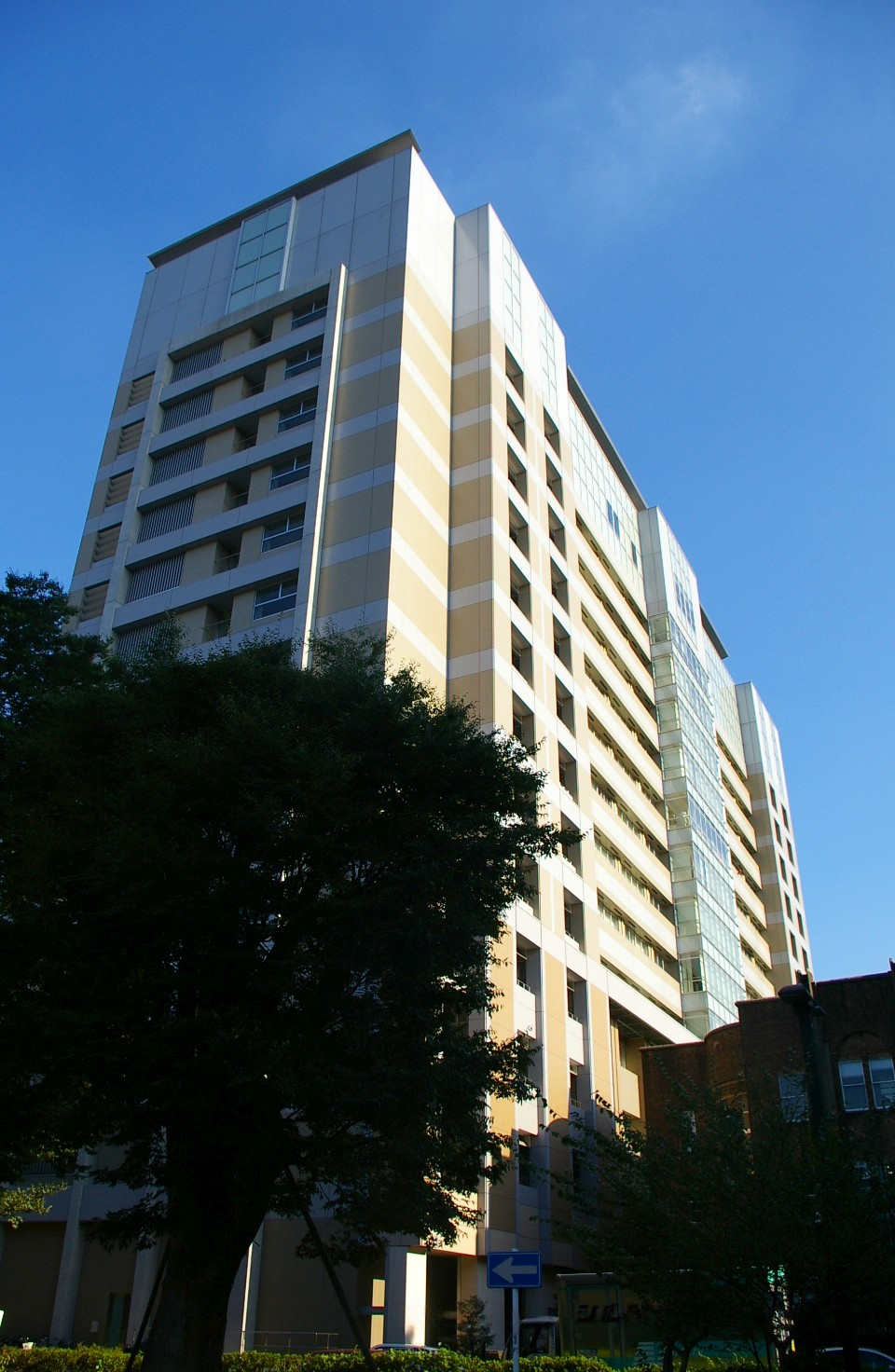
Tòa nhà Nghiên cứu Thí nghiệm y họcTòa nhà Nghiên cứu Thí nghiệm y học
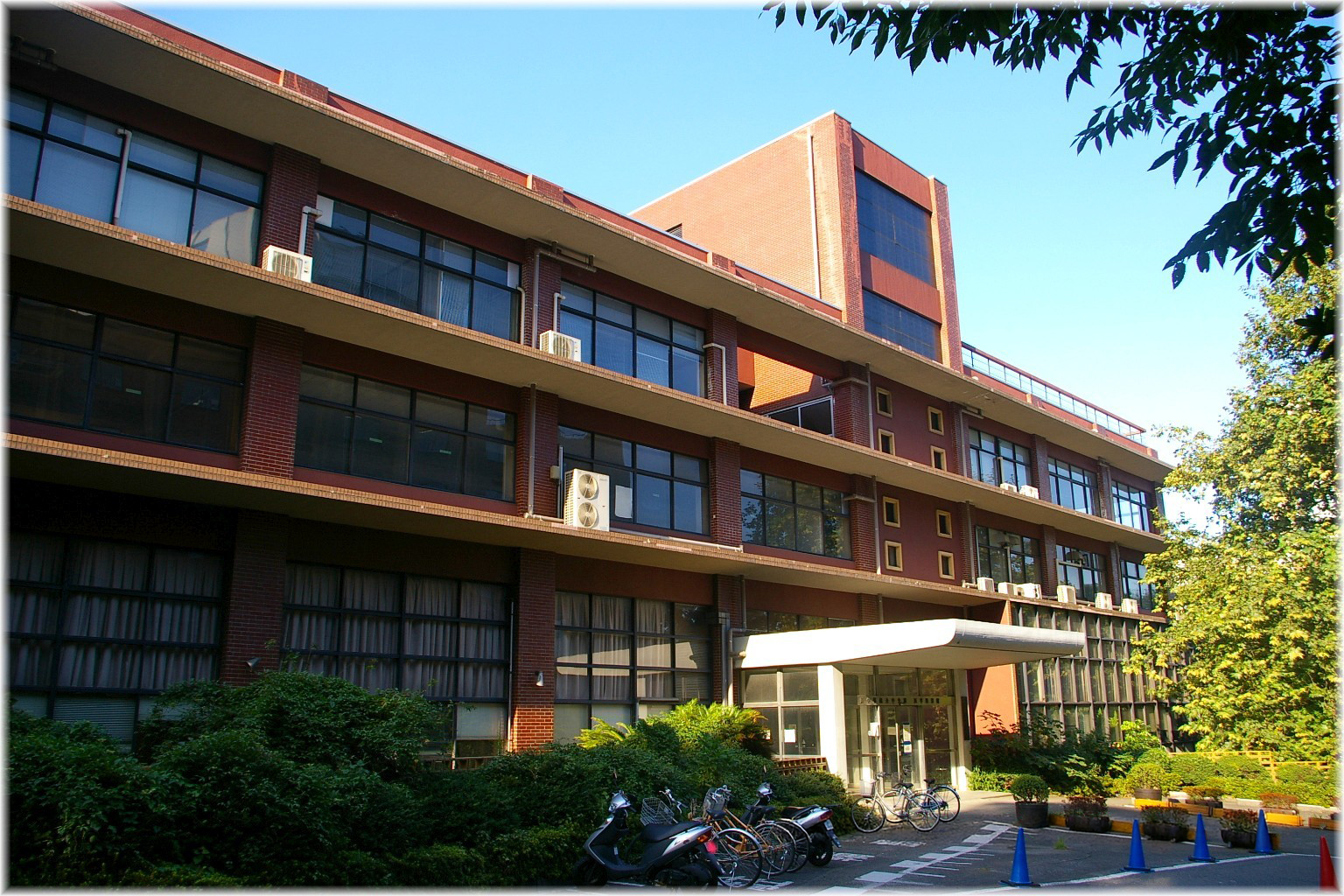
Thư viện Y học
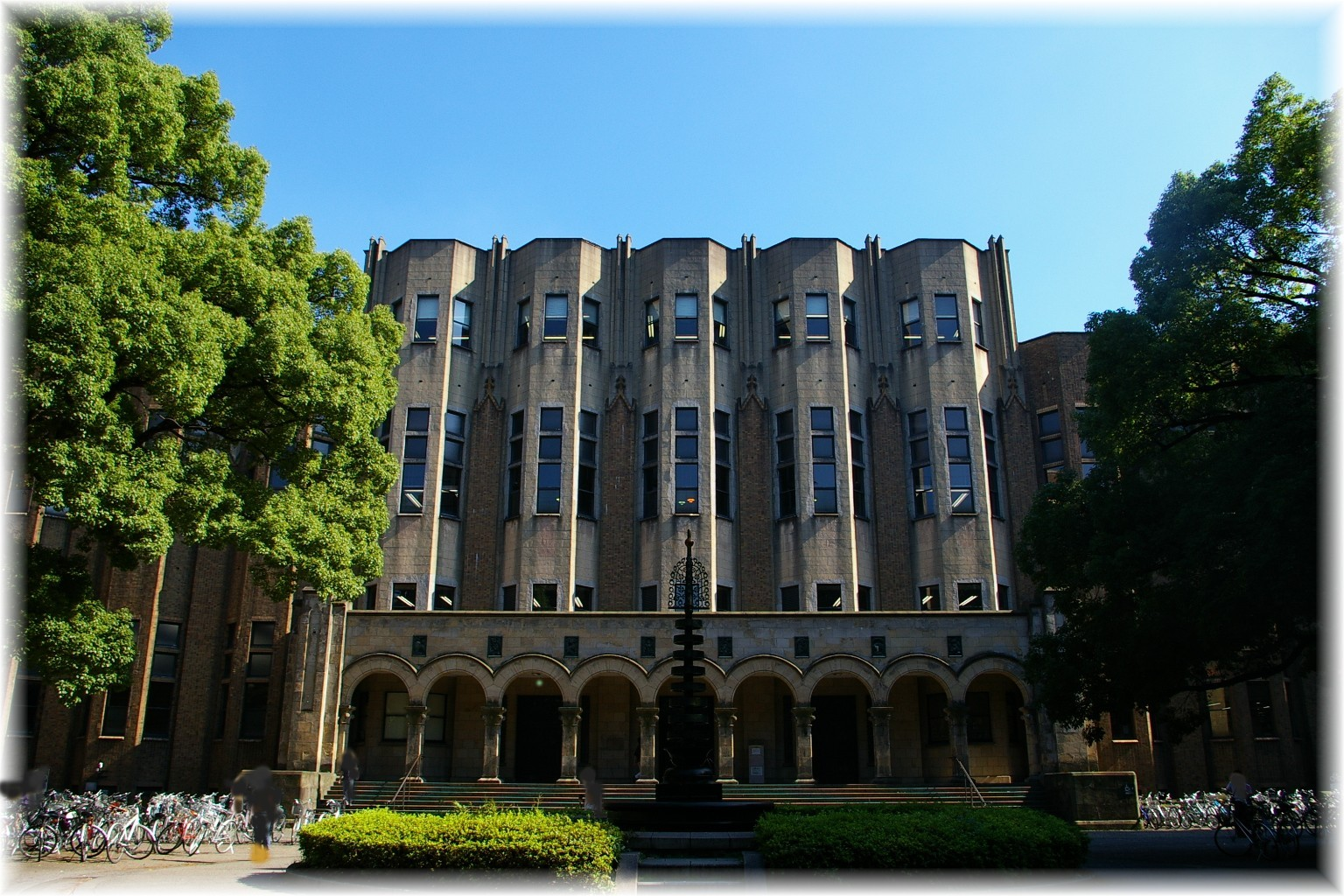
Thư viện Phổ thông
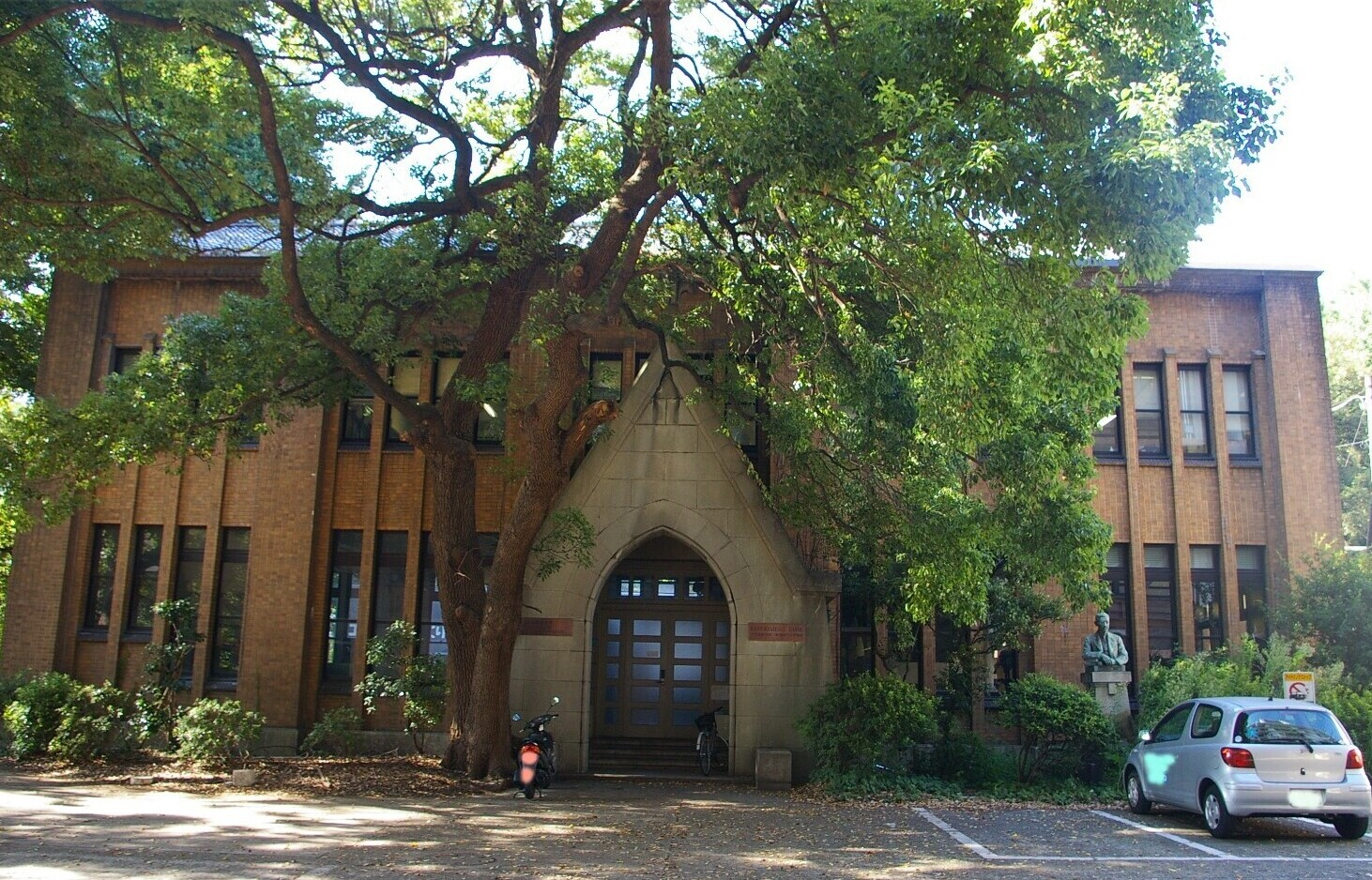
Thí nghiệm đườngThí nghiệm đường
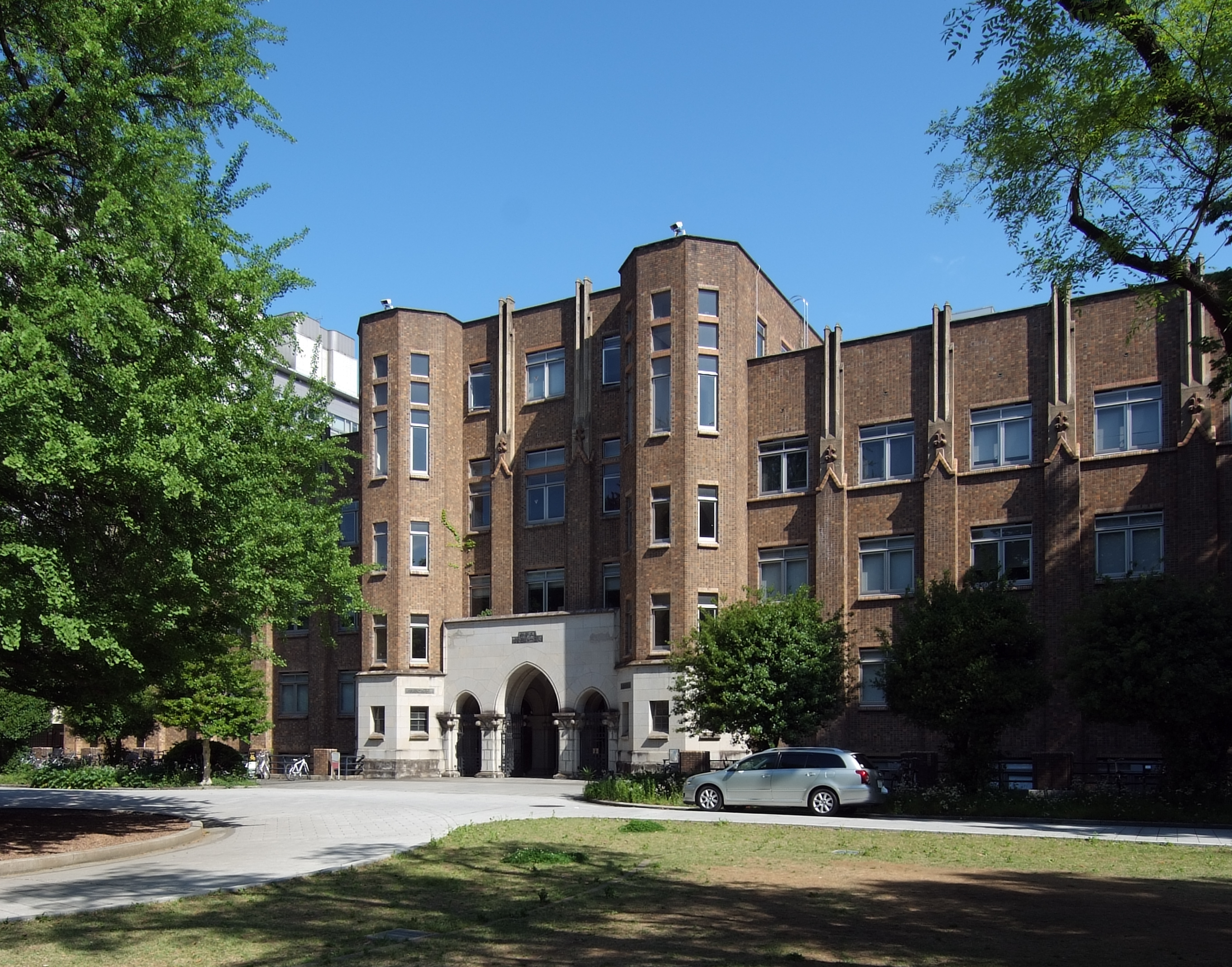
Phân khoa Kỹ thuật

#### Ao Tam Tứ
Ao Tam Tứ (三四郎池, Sanshirō ike) ở khuôn viên Hongo bắt nguồn năm 1615. Sau khi Thành Osaka thất thủ, tướng quân tặng ao cùng các vườn bao quanh cho Tiền Điền Lợi Thường, sau khi Tiền Điền Cương Kỷ phát triển thêm vườn thì trở thành một trong các khu vườn đẹp nhất ở Giang Hộ (Tokyo bây giờ), có tám phong cảnh, tám giáp giới truyền thống, nổi tiếng vì tính sáng tạo của ao nhân tạo, đồi và đình. Đương thời biết đến là Ikutoku-en (Vườn Giáo đức), đường viền của ao phỏng theo chữ kokoro hay shin (tâm), vì vậy tên chính thức là Ikutoku-en Shinjiike. Địa điểm thường được gọi là Ao Tam Tứ theo đề tiểu thuyết Tam Tứ của Hạ Mục Thấu Thạch.

### Khuôn viên Komaba
Khuôn viên Komaba, là một trong năm ở Đại học Tōkyō, có Phân khoa Văn hóa tổng hợp, Khoa nghiên cứu Văn hóa tổng hợp, Khoa nghiên cứu Khoa học toán học, các cơ sở nghiên cứu cao cấp cùng các dịch vụ khuôn viên khác, là nơi mọi sinh viên năm một và năm hai ở Tōdai sinh sống. Đại học Tōkyō là trường đại học duy nhất ở Nhật Bản có hệ thống giáo dục phổ thông hai năm trước khi sinh viên được chọn chuyên ngành. Khuôn viên Komaba là nền tảng giáo dục phổ thông và được Tỉnh Khoa học Văn bộ chỉ định làm "trung tâm xuất sắc" cho ba khu nghiên cứu mới. Hiện tại có hơn 7,000 sinh viên (năm một và năm hai) học theo khóa trình phổ thống, 450 sinh viên (năm ba và năm bốn) học chuyên ngành ở Phân khoa Văn hóa tổng hợp và 1,400 sinh viên nghiên cứu học ngành cao cấp.

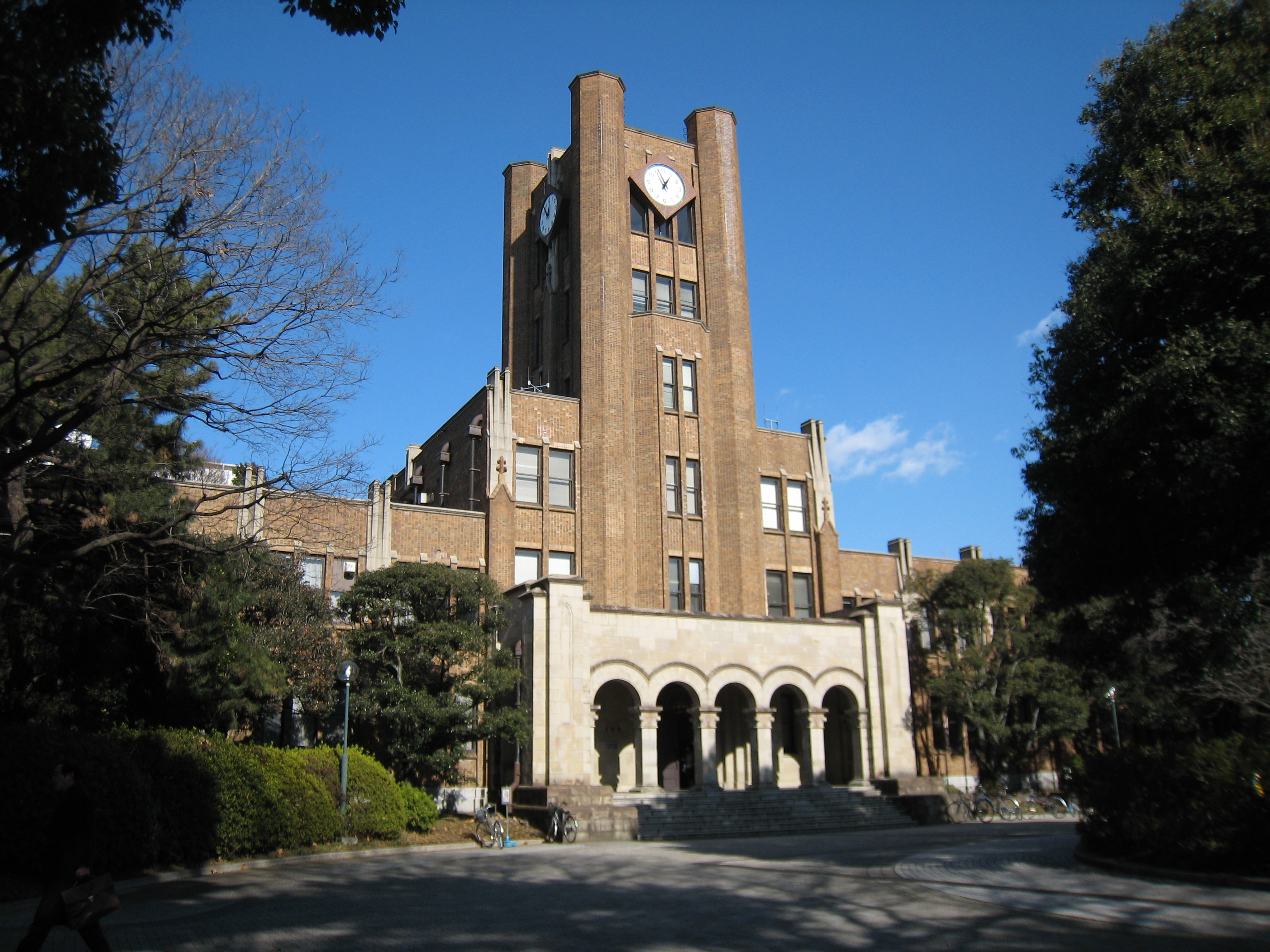
Tòa nhà Khuôn viên Komaba
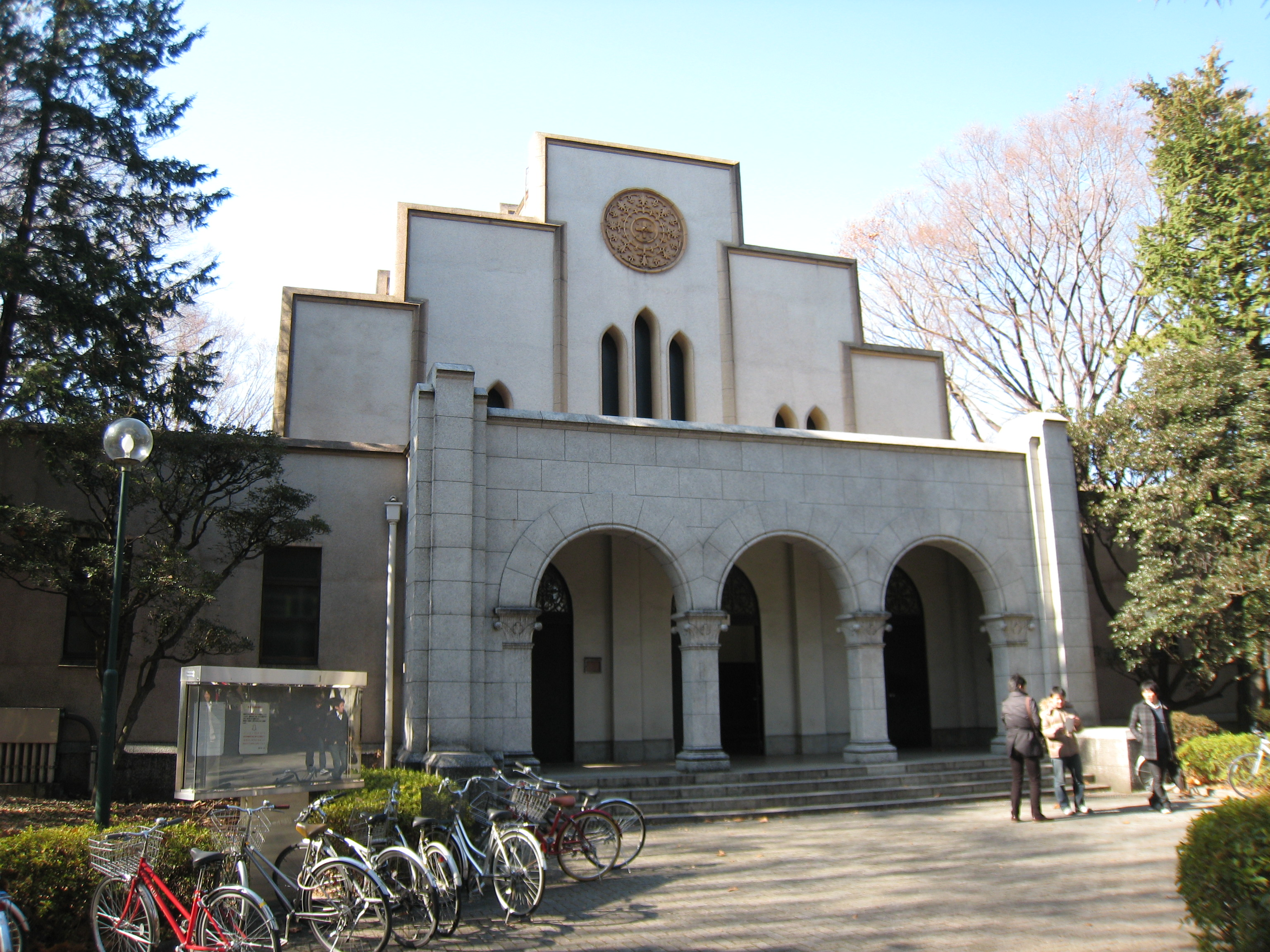
Khán đường chính
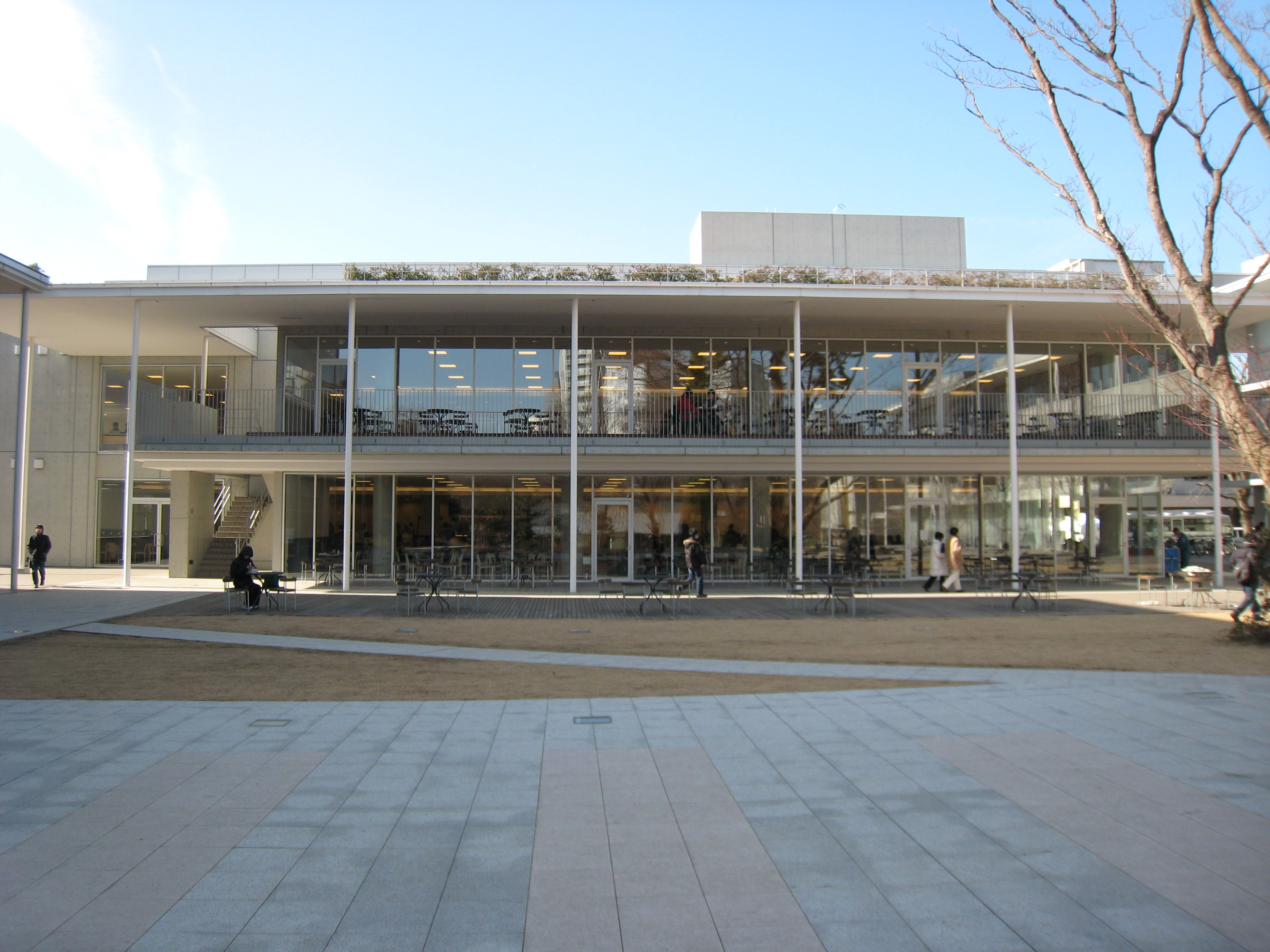
Khu phía nam

### Khuôn viên Shirokanedai
Khuôn viên Shirokanedai tương đối nhỏ có Viện nghiên cứu Khoa học y học Đại học Tōkyō hoàn toàn đảm nhiệm học tập cho sinh viên nghiên cứu. Khuôn viên chuyên chú nghiên cứu bộ gen, bao gồm Trung tâm gen người có siêu máy tính lớn nhất trong ngành.

## Cựu sinh viên, giáo sư nổi tiếng
- Trường đại học cho ra nhiều người nổi tiếng, bao gồm 15 Thủ tướng.[64] Cựu thủ tướng Miyazawa Kiichi lệnh các cơ quan chính phủ giảm mức tuyển dụng nhân viên theo học ở luật khoa Tōdai xuống dưới 50% vì lo ngại về tính đa dạng của giới công chức.[65]
- Mười cựu sinh viên đã đắc Giải Nobel:[66]

1. Kawabata Yasunari, Văn học, năm 1968
2. Esaki Reona, Vật lý, năm 1973
3. Satō Eisaku, Hòa bình, năm 1974
4. Ōe Kenzaburo, Văn học, năm 1994
5. Koshiba Masatoshi, Vật lý, năm 2002
6. Nambu Yōichirō, Vật lý, năm 2008
7. Negishi Eiichi, Hóa học, năm 2010
8. Kajita Takaaki, Vật lý, năm 2015
9. Ōmura Satoshi, Y học, năm 2015
10. Ōsumi Yoshinori, Y học, năm 2015

- Hai cựu sinh viên được Huy chương Fields hay Giải Gauss:

1. Kodaira Kunihiko, năm 1954
2. Itō Kiyoshi, năm 2006

- Bốn được Giải Kiến trúc Pritzker

1. Ito Toyo
2. Tange Kenzo
3. Maki Fumihiko
4. Isozaki Arata

- Sinh viên Việt Nam

1. Huỳnh Mùi

## Đường dẫn ngoài
- Đại học Tōkyō
- Kato, Mariko, "Todai still beckons nation's best, brightest but goals diversifying", Japan Times, 11 tháng 8, 2009, trang 3.